# Temporada de furacões no oceano Atlântico de 1989
A temporada de furacões no Atlântico de 1989 foi um evento no ciclo anual de formação de ciclones tropicais. A temporada começou em 1 de junho e terminou em 30 de novembro de 1989. No entanto, a tempestade tropical Karen, o último sistema tropical da temporada, dissipou-se em 4 de dezembro, e marcou o encerramento tardio da temporada. Estas datas delimitam convencionalmente o período de cada ano quando a maioria dos ciclones tropicais tende a se formar na bacia do Atlântico.
A atividade da temporada de furacões no Atlântico de 1989 ficou pouco acima da média, com um total de 11 tempestades dotadas de nome e sete furacões, sendo que dois atingiram a intensidade igual ou superior a um furacão de categoria 3 na escala de furacões de Saffir-Simpson.
No final de junho, a tempestade tropical Allison atingiu a costa do Texas, Estados Unidos, causando treze fatalidades e mais de 500 milhões de dólares em prejuízos. Um mês depois, o furacão Chantal atingiu a mesma região, causando outras treze fatalidades e mais de 100 milhões de dólares em prejuízos. Poucos dias depois, o furacão Dean afetou as Bermudas, causando 9 milhões de dólares em danos. A forte ondulação causada pela passagem do furacão Gabrielle a várias centenas  de quilômetros do Caribe e da costa leste dos Estados Unidos causaram oito mortes naquele país.
O furacão Hugo foi o mais intenso furacão da temporada, e devastou o norte das Pequenas Antilhas em meados de setembro, e a costa leste americana dias depois. Somente no Caribe, Hugo causou 3 bilhões de dólares em danos e 28 fatalidades. Nos Estados Unidos, Hugo causou mais 7 bilhões de dólares em prejuízos e 21 fatalidades. Hugo tornou-se o furacão mais custoso na época, apesar de atualmente estar apenas em oitavo. O furacão Jerry foi o terceiro sistema tropical a atingir a costa do Texas, causando mais 70 milhões de dólares em prejuízos.

## Nomes das tempestades
Os nomes abaixo foram usados para dar nomes às tempestades que se formaram no Atlântico Norte em 1989. Esta é a mesma lista usada na temporada de 1983, exceto por Allison, que substituiu Alicia.
| - Allison - Barry - Chantal - Dean - Erin - Felix - Gabrielle | - Hugo - Iris - Jerry - Karen - Luis (sem usar) - Marilyn (sem usar) - Noel (sem usar) | - Opal (sem usar) - Pablo (sem usar) - Roxanne (sem usar) - Sebastien (sem usar) - Tanya (sem usar) - Van (sem usar) - Wendy (sem usar) |

Devido aos impactos causados pelo furacão Hugo, seu nome foi retirado e substituído por Humberto, que juntamente ao restante da lista, foi usado na temporada de 1995.